# فرانک گرین (بازیکن فوتبال)
فرانک گرین (انگلیسی: Frank Green؛ زادهٔ 1905) بازیکن فوتبال است.
از باشگاه‌هایی که در آن بازی کرده‌است می‌توان به باشگاه فوتبال بارنزلی و باشگاه فوتبال نورتویچ ویکتوریا اشاره کرد.